# Червената градина
„Червената градина“ (оригинално заглавие на английски: Red Garden, транскрипция на японски: レッドガーデン) е аниме сериал, създаден от студио „Гонзо“. Той е с продължителност от 22 епизода и е излъчен по ТВ Асахи между октомври 2006 и март 2007 г. В него е представена историята на четири момичета от Ню Йорк, които са въвлечени в поредица от битки със свръхестествени същества. Продължение на историята под формата на ОВА със заглавие „Мъртвите момичета“ (оригинално заглавие: デッドガールズ) е излъчено на 8 август 2007 г.

## Сюжет
Кейт, Роуз, Рейчъл и Клеър са ученички в частно училище, намиращо се на остров Рузвелт, Ню Йорк. Те не се познават, тъй като се движат в различни кръгове, но една сутрин всички се събуждат; изпълнени с чувство на безпокойство и откриват, че не могат да си спомнят нищо от предишната вечер. Тяхната тревога се засилва, когато училището им съобщава, че тяхната съученичка Лиз, с която и четирите са приятелки, е открита мъртва.
Същата вечер момичетата се озовават на едно и също място, след като биват привлечени дотам поотделно от тайнствени пеперуди, видими само за тях. Те са посрещнати от жена на име Лула и нейния партньор Джей Си, които им се представят като техни ментори и им съобщават, че са мъртви и трябва да работят за тях, за да могат да се върнат към предишния си живот. Задачата, възложена на момичетата, е да се сражават със странни същества в човешки облик, като използват новопридобитите си свръхчовешки способности.
Оказва се, че момичетата са въвлечени в продължаваща от векове битка между два клана: Анимус, част от който са новите им познати, и Долор. Много отдавна една от двете прокълнати книги, собственост на Анимус, е открадната от Долор. Сега всеки от двата клана разполага с по една от тези книги и иска и другата, за да може да се освободи от проклятието, наложено върху него от противника.
Значителна част от сериала е посветена на ефектите, които тези събития оказват върху личния живот на момичетата. Докато те преодоляват препятствията, като в крайна сметка се съгласяват да се подкрепят взаимно, на зрителите са представени както борбата на всяко едно от тях да свикне с новата си роля си на боец за Анимус, така и опитите им да балансират мисията си с нормалния си живот и взаимоотношенията със семействата и приятелите си.

## Интересни факти
Анимацията в „Червената градина“ е създадена след записването на диалога, за да бъде напасната към него. Тази практика е стандартна за продукции от други държави, но почти не се среща в японски заглавия, където процесът по анимиране предхожда озвучаването.

## Аниме
Сериалът дебютира на екран на 3 октомври 2006 г. и се излъчва до 13 март 2007 г. Той е режисиран от Мацуо Ко по оригиналната идея на Томохиро Ямашита, който е и негов сценарист заедно с Мари Окада и Ю Сато. Музиката е на Акира Сенджю, като началната тема Jolly Jolly се изпълнява от групата JiLL-Decoy association. Финалните теми са две: Rock The LM.C (епизоди 1 – 11) и OH MY JULIET. (епизоди 12 – 21), изпълнявани от дуета LM.C.

## Манга
Манга, носеща същото заглавие, е публикувана от август 2006 до януари 2009 г. в списането „Комик Барз“ на издателство „Гентошя“. Отделните глави са събрани в четири тома, издадени между 2007 и 2009 г.